# D'amour et d'eau fraîche
D'amour et d'eau fraîche è un film francese del 2010 diretto e scritto da Isabelle Czajka.